# Amer Krivec
Amer Krivec, slovenski gozdarski strokovnjak hrvaškega rodu, * 22. april 1928, Veli Iž, † 28. oktober 1982, Ljubljana.

## Življenjepis
Krivec je leta 1953 diplomiral in 1966 doktoriral na gozdarski fakulteti v Zagrebu. Kot strokovnjak za gozdarstvo je deloval na področju gozdnega gospodarstva v Celju in Postojni ter v šestdesetih 20. stoletja prvi na Slovenskem je uvajal mehanizacijo pri spravilu lesa s traktorji iz gozda. Njegove konstrukcijske rešitve gozdarskih priključkov in opreme traktorja za delo v gozdu so postale osnova za vse kasnejše preoblikovanje traktorja za spravilo lesa. Dr. Krivec je od 1964 delal na gozdnem oddelku ljubljanske Biotehniške fakultete (BF). Leta 1974 je bil imenovan za rednega profesorja na BF v Ljubljani. Objavil je preko 50 raziskovalnih del in se uveljavil v mednarodni strokovni javnosti.